# تپه مود
تپه مود مربوط به دوران پیش از تاریخ ایران باستان است و در شهرستان درمیان، روستای مود واقع شده و این اثر در تاریخ ۷ مهر ۱۳۸۱ با شمارهٔ ثبت ۶۳۶۴ به‌عنوان یکی از آثار ملی ایران به ثبت رسیده است.